# Piotr Bieńkowski
Piotr Ignacy Bieńkowski (Romanówka, 28 april 1865 – Chylin, 10 augustus 1925) was een Pools classicus en archeoloog. Hij was hoogleraar aan de Jagiellonische Universiteit.
Bieńkowski studeerde klassieke filologie en geschiedenis aan de Universiteit van Lviv en de Universiteit van Berlijn (onder Nobelprijswinnaar Theodor Mommsen). Hij vervolgde zijn studie in Wenen, Rome en Athene, en habiliteerde aan de Universiteit van Krakau.
In Krakau werd hij de eerste voorzitter klassieke archeologie aan een Poolse universiteit. In de periode 1910-1911 nam hij als vertegenwoordiger van de Academie van Krakau deel aan Oostenrijkse opgravingen, uitgevoerd door Junker in el-Kubania. Ook deed hij veldwerk bij een Koptisch klooster op een site genaamd Berg van Isis.

## Publicaties
- Krzysztofa Warszewickiego dzieła niewydane (1887)
- De fontibus et auctoritate scriptorum historiae Sertorianae (1890)
- Z dziejów cywilizacji starożytnej (1893)
- Historya kształtów biustu starożytnego (1895)
- Impresjonizm w sztuce rzymskiej i starochrześcijańskiej (1896)
- O Sarmatach i Roxolanach w sztuce rzymskiej (1902)
- O reliewach w Giardino Boboli we Florencji (1903)
- O lecytach greckich w krakowskich zbiorach (1917)
- O rzeźbach grecko-rzymskich na zamku XX. Czartoryskich w Gołuchowie (1920)
- O skarbie srebrnym z Choniakowa na Wołyniu (1929)